# 郑秋枫
郑秋枫（1931年5月13日—）
，男，辽宁丹东人，中国作曲家，曾任中国音乐家协会常务理事。代表作有《我爱你，中国》《祖国四季》。